# Улеши
Уле́ши — микрорайон (бывший посёлок) на территории современного Саратова, на берегу Волги, напротив Казачьего острова. Входит в Заводской район города.

## История
Прежнее название — Солдатская слободка.

### Этимология
Происхождение слова «Улеши» объясняют несколько взаимоисключающих версий, но самая популярная:
1. «Улеш» — это «надел», происходит от татарского “элеш”, то есть часть, доля. (Возможно, Малороссия.)

В краеведческой литературе Улеши упоминаются при описании посещения Саратова Пугачёвым во время «дружеского визита»: там у него была ставка и ближе к городу он не приближался.

## География
Микрорайон Улеши находится на территории Саратова, напротив Казачьего острова на Волге.

### Улицы
Главная улица микрорайона, она же его основная граница — улица имени Чернышевского.
Другие улицы:
- 4-й проезд Чернышевского Н.Г.
- Заводская улица
- Большая Садовая улица

### Транспорт
- В 1900 году сюда продлили Сергиевскую линию конки,
  - позднее здесь до 1932 года была конечная трамвая.
- Пристань Улеши[3].
- Станция Улеши. Непассажирская станция[4].

### Достопримечательности
- Казанская церковь.

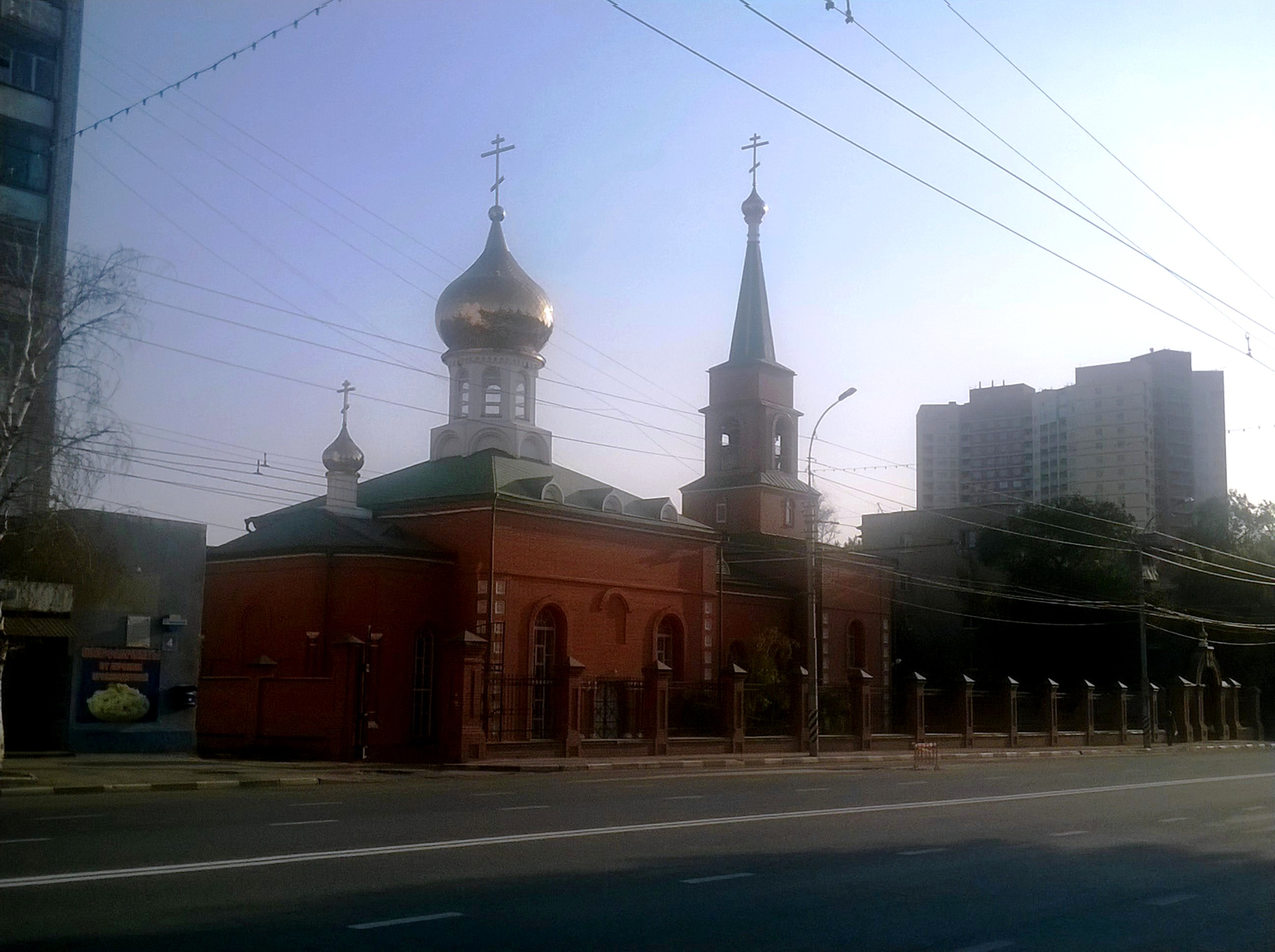
Казанская церковь.

- Памятник «Защитникам Саратовского неба».
- Также, впритык к микрорайону, расположен лютеранский храм (кирха)[5].